# ولکی رتمیرو
ولکی رتمیرو (به چکی: Velký Ratmírov) یک منطقهٔ مسکونی در جمهوری چک است که در Jindřichův Hradec District واقع شده‌است.

## خصوصیات
ولکی رتمیرو ۱۳٫۶ کیلومترمربع مساحت و ۲۲۰ نفر جمعیت دارد و ۵۱۳ متر بالاتر از سطح دریا واقع شده‌است.